# Йохан Йозеф фон Тауфкирхен
Йохан Йозеф фон Тауфкирхен (на немски: Johann Joseph Graf von Taufkirchen; * 23 май 1675; † 26 януари 1737) е граф на Тауфкирхен на река Филс в района на Ердинг в Бавария.

## Произход
Той е син на граф Йохан Волфганг фон Тауфкирхен (* 1637; † 4 януари 1698) и съпругата му Елеонора Катарина Аделхайд фон Неринген фрайин ауф Жансдорф. Внук е на фрайхер Волф Кристоф фон Тауфкирхен (1605 – 1670) и фрайин Йохана Катарина фон Лойблфинг. Брат е на фрайхер Фердинанд Франц Ксавер фон Тауфкирхен (1668 – 1720) и на граф Максимилиан Йозеф фон Тауфкирхен (1670 – 1736).
Резиденцията е водният дворец Тауфкирхен на река Филс и в Мюнхен построенният 1760 г. палат Тауфкирхен, по-късно наричан Пале Гизе.

## Фамилия
Йохан Йозеф фон Тауфкирхен се жени за фрайин Антония фон Нойхауз. Те имат четири деца:
- София! Мария Каролина Бернардина Йохана Непомуцена фон Тауфкирхен (* 21 май 1749, Трунц-?), омъжена за фрайхер Антон фон Донершперг
- Йозеф! Матиас Алберт фон Тауфкирхен (* 7 юни 1752, Трунц; † 18 февруари 1843), граф на Тауфкирхен, женен I. на 26 април 1784 г. за Максимилиана Мария Йохана Непомуцена Валбурга Терезия Фелицитас фон Рехберг (* 28 октомври 1765, Мюнхен; † 18 февруари 1788), дъщеря на фрайхер, от 1810 г. граф Максимилиан фон Рехберг († 1819), II. на 11 октомври 1842 г. за Йозефа фон дер Ваал[3]
- Адам Алойз! Вилхелм фон Тауфкирхен (* 26 април 1753, Трунц; † 9 ноември 1836), граф на Тауфкирхен
- Станислаус фон Тауфкирхен (* 30 юни 1754, Фуксберг/Трунц; † 26 януари 1830), граф на Тауфкирхен